# Al Jazira Club
Al-Jazira Sports & Culture Club eller Al Jazira Club (arabiska: نادي الجزيرة) är en sportklubb från Abu Dhabi i Förenade Arabemiraten. Klubben bildades 1974 genom en sammanslagning av de båda klubbarna Al Bateen och Khalidiya. Klubben är framför allt känd för sin fotbollssektion, men utövar även volleyboll och handboll. Hemmaarenan för fotbollslaget heter Mohammed Bin Zayed-stadion och har plats för 42 056 åskådare.
Bland de utländska stjärnor som har spelat för klubben märks George Weah, Bonaventure Kalou, Phillip Cocu och Bartholomew Ogbeche.

## Placering senaste säsonger
| Säsong  | Nivå | Liga           | Placering | Referens | Notering                  |
| ------- | ---- | -------------- | --------- | -------- | ------------------------- |
| 2008/09 | 1    | UAE Pro League | 2         | [ 1 ]    |                           |
| 2009/10 | 1    | UAE Pro League | 2         | [ 2 ]    |                           |
| 2010/11 | 1    | UAE Pro League | 1         | [ 3 ]    |                           |
| 2011/12 | 1    | UAE Pro League | 4         | [ 4 ]    |                           |
| 2012/13 | 1    | UAE Pro League | 3         | [ 5 ]    |                           |
| 2013/14 | 1    | UAE Pro League | 3         | [ 6 ]    |                           |
| 2014/15 | 1    | UAE Pro League | 2         | [ 7 ]    |                           |
| 2015/16 | 1    | UAE Pro League | 7         | [ 8 ]    |                           |
| 2016/17 | 1    | UAE Pro League | 1         | [ 9 ]    |                           |
| 2017/18 | 1    | UAE Pro League | 7         | [ 10 ]   |                           |
| 2018/19 | 1    | UAE Pro League | 5         | [ 11 ]   |                           |
| 2019/20 | 1    | UAE Pro League | X         | [ 12 ]   | Ligan avbruten (pandemin) |
| 2020/21 | 1    | UAE Pro League | 1         | [ 13 ]   |                           |
| 2021/22 | 1    | UAE Pro League | 4         | [ 14 ]   |                           |
| 2022/23 | 1    | UAE Pro League | 5         | [ 15 ]   |                           |
| 2023/24 | 1    | UAE Pro League | 8         | [ 16 ]   |                           |
| 2024/25 | 1    | UAE Pro League | 7         | [ 17 ]   |                           |

## Färger
| AL JAZIRA | AL JAZIRA |

| AL JAZIRA | AL JAZIRA |

### Dräktsponsor
- 20??– Nike

### Trikåer
| 2010–2011 (Hemmakit) | 20??–20?? (Hemmakit) | 2017–2018 (Hemmakit) | 2020–2021 (Hemmakit) | 2021–2022 (Hemmakit) |